# Darmstadt Hauptbahnhof
Der Darmstädter Hauptbahnhof befindet sich in der Weststadt von Darmstadt und ist einer der größten Bahnhöfe im Personenfernverkehr der Deutschen Bahn in Hessen. Die Bahnanlage mit dem Empfangsgebäude, das Gestaltungselemente des Jugendstils hat, wurde 1912 eröffnet.
Der Trennungsbahnhof mit 11 Bahnsteiggleisen gehört zu den 86 Bahnhöfen der Preisklasse 2 von DB Station&Service. Die Allianz pro Schiene wählte ihn 2010 zum Bahnhof des Jahres in der Kategorie „Großstädte“.

## Geschichte

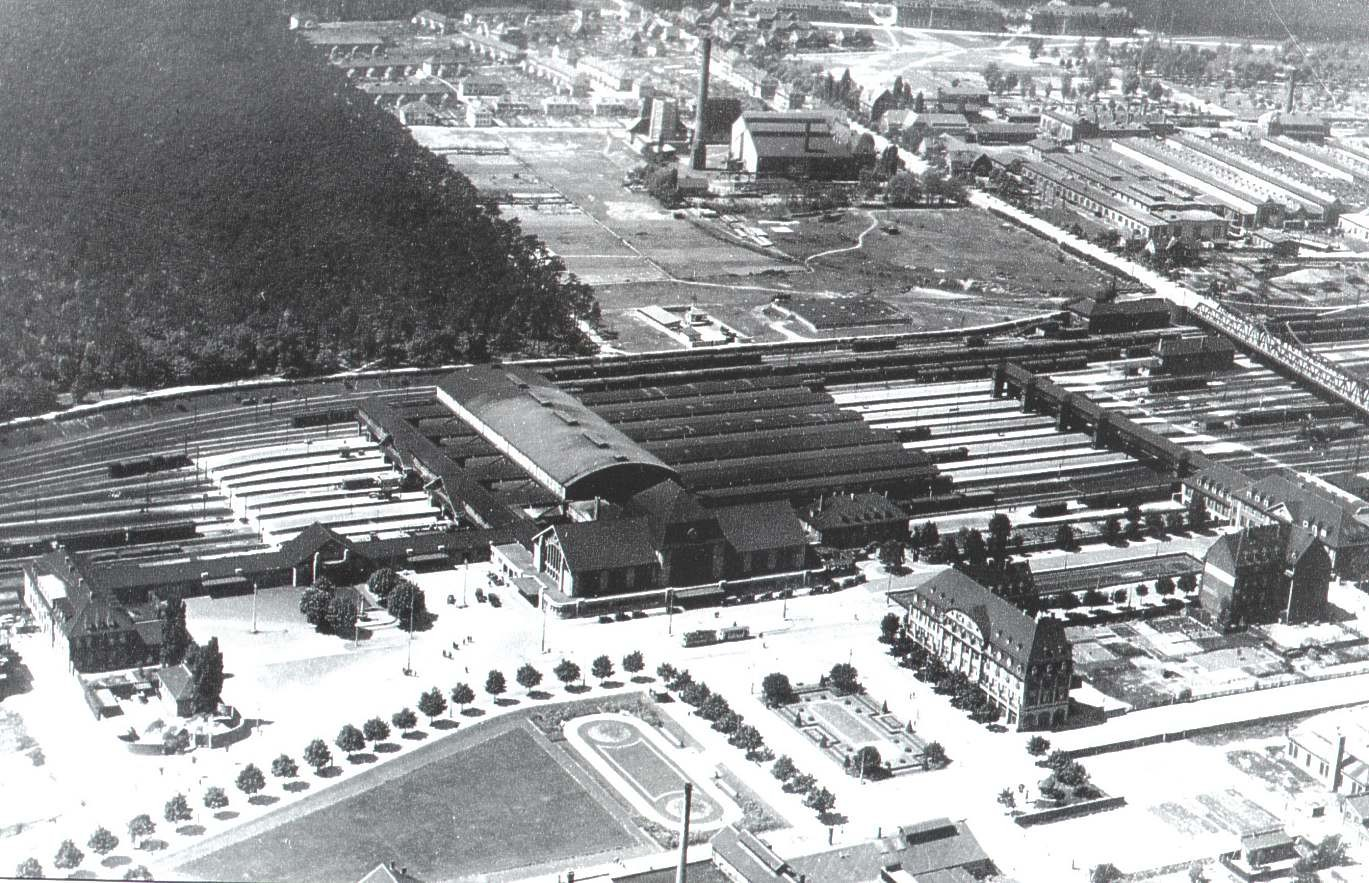
Luftaufnahme vom Darmstädter Bahnhof von 1912

Vorgänger des Hauptbahnhofs Darmstadt waren zwei getrennte Bahnhöfe am heutigen Steubenplatz, die von den beiden Bahngesellschaften errichtet worden waren, die im 19. Jahrhundert Darmstadt an das Schienennetz angeschlossen hatten: Seit 1846 der Main-Neckar-Bahnhof, ein Durchgangsbahnhof an der Strecke Frankfurt–Heidelberg und seit 1858 der Ludwigsbahnhof, ein Kopfbahnhof an der Verbindung Mainz–Aschaffenburg.
Die Platzverhältnisse auf beiden Bahnhöfen erwiesen sich bei zunehmendem Verkehr am Ende des 19. Jahrhunderts als sehr beengt, das städtische Wachstum Darmstadts hatte das Bahnareal erreicht, so dass die notwendige Erweiterung am alten Standort nicht möglich war, betrieblich war die Trennung in zwei Bahnhöfe störend, ebenso wie die Behinderung des höhengleich kreuzenden Straßenverkehrs auf der Rheinstraße.

### Planung

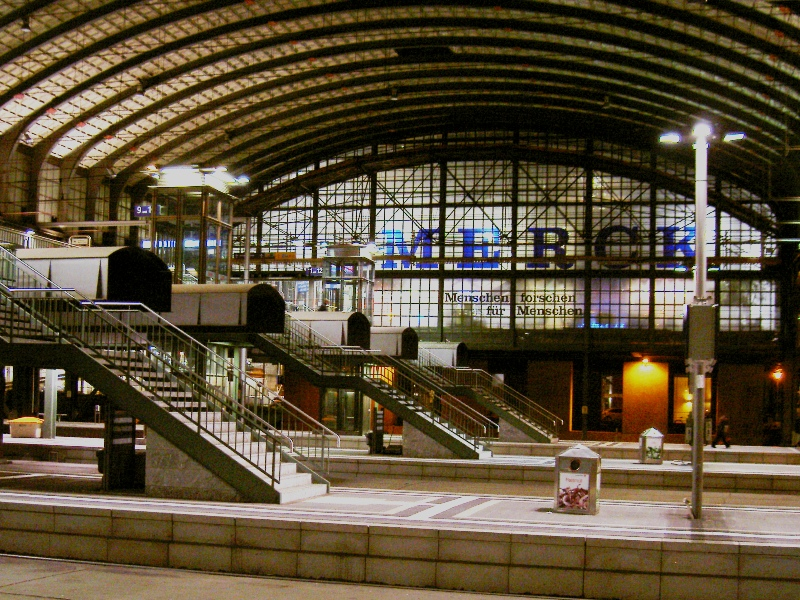
Bahnsteige mit Zugängen zur Überführung

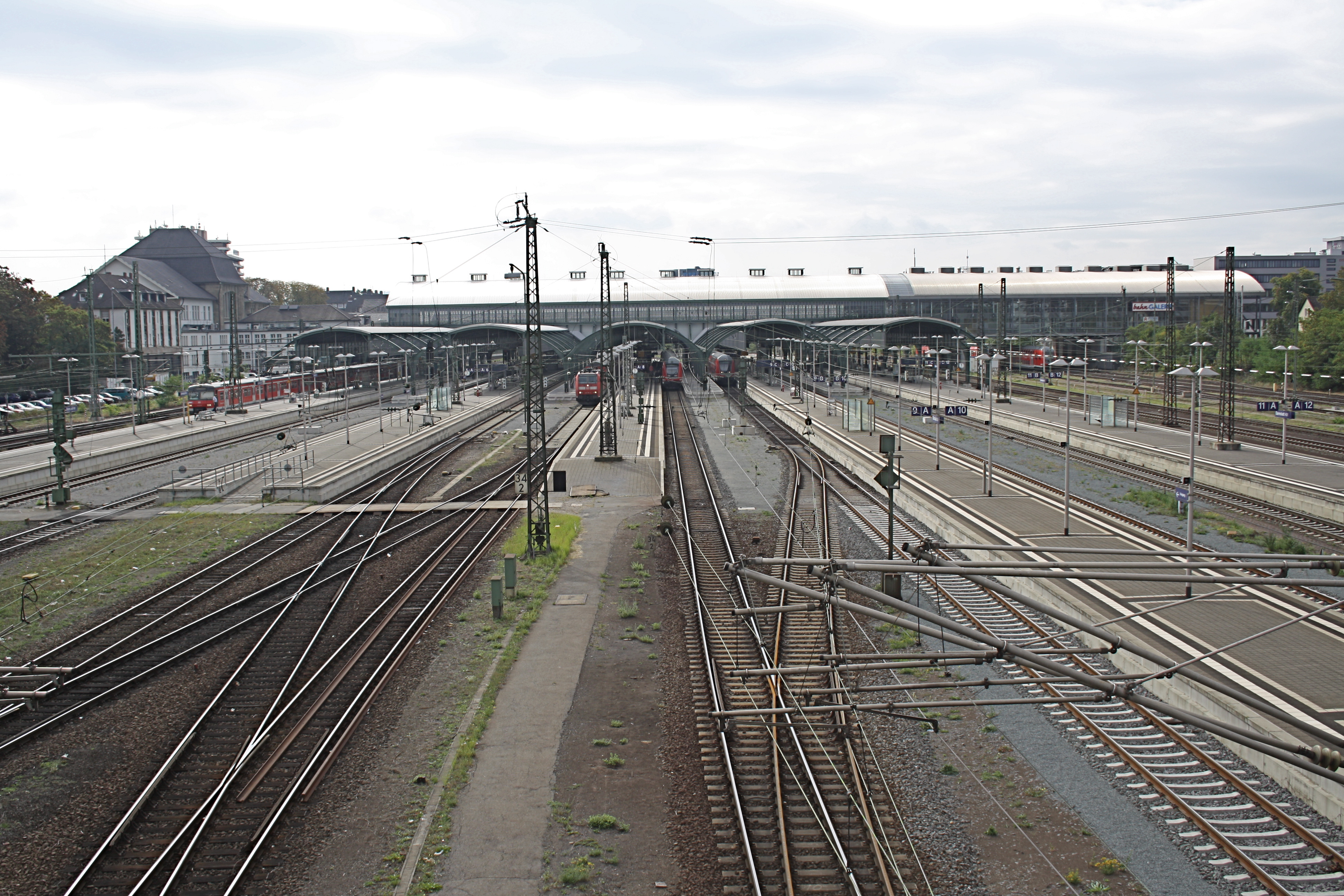
Gleisseite und Querhalle

Ab 1901 wurden vier verschiedene Entwürfe, bei denen es vor allem um eine endgültige Lösung der Verkehrsführung unter Beibehaltung der beiden vorhandenen Bahnhöfe ging, erarbeitet und verworfen. Im März 1906 konnten sich schließlich Stadtverwaltung und die Königlich Preußische und Großherzoglich Hessische Eisenbahndirection Mainz auf einen fünften Entwurf einigen. Dieser sah vor, ungefähr 800 Meter westlich der alten Bahnhöfe auf einem freien Areal einen neuen Durchgangsbahnhof zu errichten. Die größere Entfernung zur Innenstadt sollte durch den Anschluss mit der Straßenbahn ausgeglichen werden. Die Reichspost erhielt nördlich des Empfangsgebäudes ein eigenes Bahnpostamt, das über eine eigene überdachte Brücke Zugänge zu den tiefer liegenden Post- und Gepäckbahnsteigen hatte. Dieser „Poststeg“ wurde 1994 abgerissen.
Für die Gleise wurde im südlichen Teil eine Lage in einem Geländeeinschnitt vorgesehen, so dass die Straßen über die Bahn geführt werden konnten. Gleiches galt auch für die Erschließung: Fahrgäste betreten das Empfangsgebäude auf Straßenniveau, durchqueren die Bahnhofshalle auf gleicher Ebene und erreichen die Bahnsteige von einer Überführung durch Treppen (und seit einigen Jahren auch mit Fahrstühlen). Parallel dazu verlief eine eigene Überführung für Gepäck- und Expressgutdienst, die bei der letzten Renovierung zu einem Fahrradparkhaus umgebaut wurde. Das nördliche Gleisfeld liegt wegen eines Geländeabfalls dagegen auf Dämmen.

### Bau

Schalterhalle 1912

Zum Bau des Empfangsgebäudes wurde ein Architektenwettbewerb mit der Abgabefrist 1. Januar 1908 ausgeschrieben. Der erste Preis wurde mit 5000 Mark dotiert, der zweite Preis mit 3000 Mark und zwei dritte Preise mit je 2000 Mark. Auf ausdrücklichen Wunsch von Großherzog Ernst Ludwig sollte der neue Bahnhof „von einem modernen Baumeister, nicht von einem Stilarchitekten“ gebaut werden. Kaiser Wilhelm II. verzichtete aus diplomatischer Rücksichtnahme auf eine Einmischung in dieser Frage – obwohl er sonst bei der Gestaltung vieler Empfangsgebäude im Bereich der Preußischen Eisenbahnen eingriff –, weil er gegenüber seinem Cousin und Kollegen, dem Großherzog von Hessen-Darmstadt, in Gestaltungsfragen für den Hauptbahnhof von dessen Residenzstadt nicht eingreifen zu können meinte.

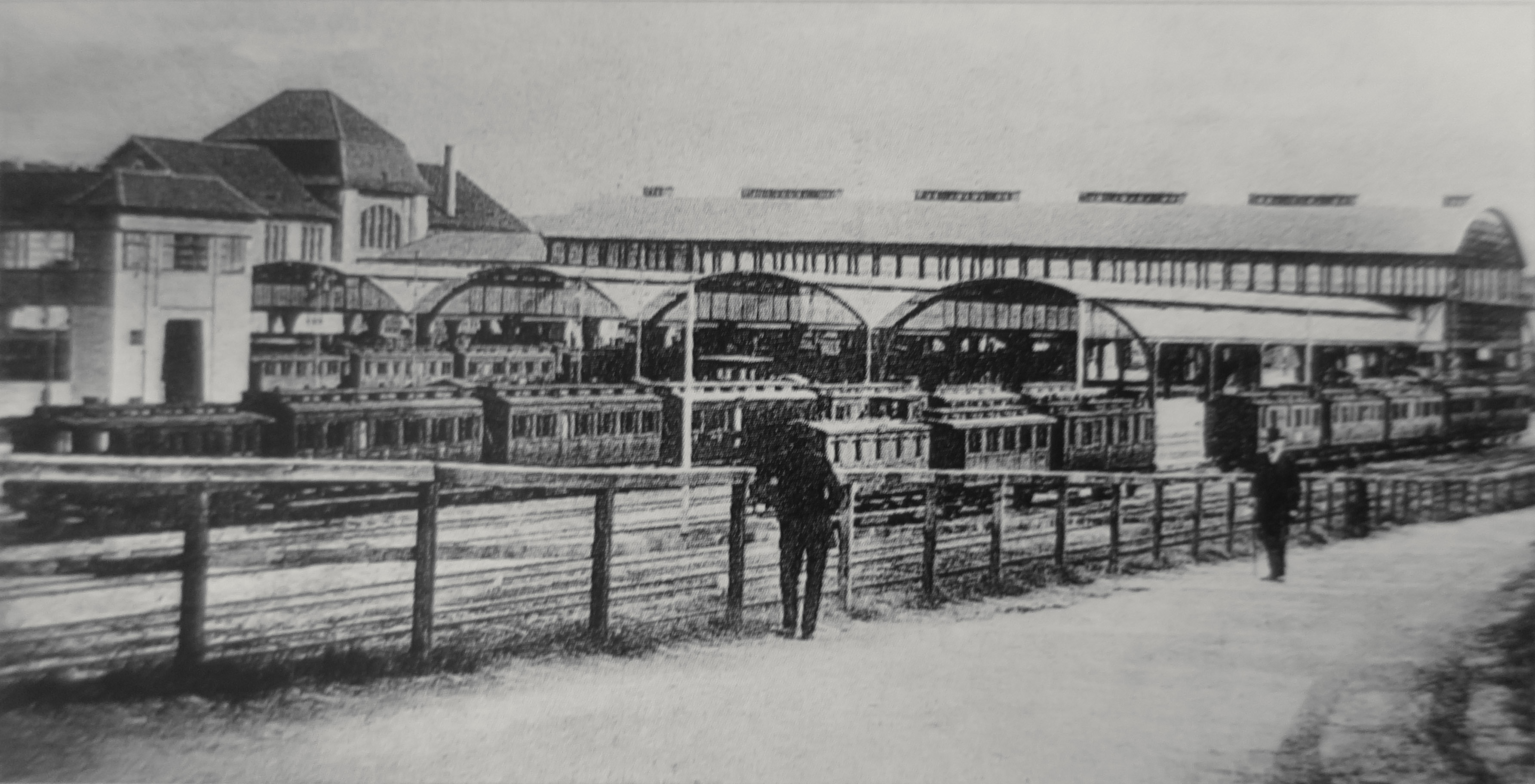
Darmstadt Hauptbahnhof von Nordwesten, 1912

Insgesamt 75 Entwürfe wurden eingereicht. Der erste Preis wurde bei dem Wettbewerb nicht vergeben, dafür zwei Preise mit je 4000 Mark für den Entwurf „Utz“ von Fritz Klingholz (der sich an dem Wettbewerb mit zwei unterschiedlichen Entwürfen beteiligt hatte) und für den von Friedrich Pützer. Die Planung von Joseph Maria Olbrich wurde mit 3000 Mark prämiert. Der Entwurf „Utz“ von Klingholz überzeugte die Jury insbesondere bei der Grundrissgestaltung. Er war ihr aber in seinen Dimensionen zu groß. Das Empfangsgebäude wäre rund ein Drittel höher ausgefallen als das heute bestehende Bauwerk. Pützer überzeugte die Jury insbesondere durch die architektonische Gestaltung. In der Folge wurde Pützer mit Ausführungsplanung beauftragt. Er musste dafür seinen Entwurf unter Zugrundelegung des Klingholzschen Entwurfs mit einem Nebenportal in der Längsachse überarbeiten. Bereits im April 1907 wurde ein erstes „Baubureau“ für das Projekt eröffnet, im März des Folgejahres ein zweites, das bereits 1910 wieder aufgelöst wurde.
Die von 1907 bis 1912 dauernden Arbeiten an den Bahnanlagen unter Leitung von Friedrich Mettegang kosteten insgesamt 17 Millionen Mark. Dieser Betrag beinhaltete neben dem Empfangsgebäude für eine Million Mark, das ab 1910 errichtet wurde, auch die Verlegung von rund 100 km Gleisanlagen, den Grunderwerb für ca. vier Millionen Mark, die westlich anschließende Lokomotivenwerkstatt mit 92 Reparaturständen mit rund fünf Millionen Mark sowie das Bahnbetriebswerk. Insgesamt wurden 20 Brücken und 36 sonstige Bahnbauten errichtet sowie 1,7 Millionen Kubikmeter Erdmassen bewegt. Zur Versorgung der Dampflokomotiven mit Wasser wurde 1910 der Wasserturm an der Dornheimer Brücke errichtet. Er enthielt als technische Besonderheit das Fahrdienstleiterstellwerk des Darmstädter Hauptbahnhofs. Auch dieses Bauwerk, das 1978 abgerissen werden sollte, steht unter Denkmalschutz und wird heute privat genutzt.
Die zuständige Bauabteilung wurde erst zum 31. März 1914 aufgelöst, da sie zusätzlich noch den Umbau des Bahnhofs Babenhausen übertragen bekommen hatte.

### Inbetriebnahme und Ausbau
Feierlich eröffnet wurde der neue Bahnhof – und mit ihm die Bahnhöfe Darmstadt Nord und Darmstadt Süd – am 28. April 1912. Die Anlagen waren aber noch nicht völlig fertiggestellt, so dass Betriebsaufnahme ab dem 27. April 1912 schrittweise erfolgte: Für den Güterverkehr wurden die alten Bahnhöfe am Samstag, den 27. April 1912, geschlossen. Am Sonntag, den 28. April 1912, fand der Umzug der Büros statt und am Montag, den 29. April 1912, wurde der Betrieb der neuen Anlage aufgenommen. Am 1. Mai 1912 wurde auch der größte Teil des Personenverkehrs auf den neuen Hauptbahnhof verlegt. Ausgenommen war noch der Verkehr der Odenwaldbahn einschließlich des Verkehrs nach Groß-Zimmern. Erst ab dem 15. Mai 1912 wurden auch diese Verbindungen in den neuen Hauptbahnhof eingeführt und die alten Bahnhöfe endgültig geschlossen. Für den gelungenen, reibungslosen Übergang von den alten zu den neuen Bahnanlagen dankten sowohl der preußische Eisenbahnminister Paul von Breitenbach als auch der Präsident der Eisenbahndirektion Mainz, Georg Michaelis.
Am 19. November 1957 wurde der elektrische Zugbetrieb offiziell aufgenommen. 1972 ersetzte ein damals modernes Zentralstellwerk zwölf Stellwerke.

## Architektur des Empfangsgebäudes

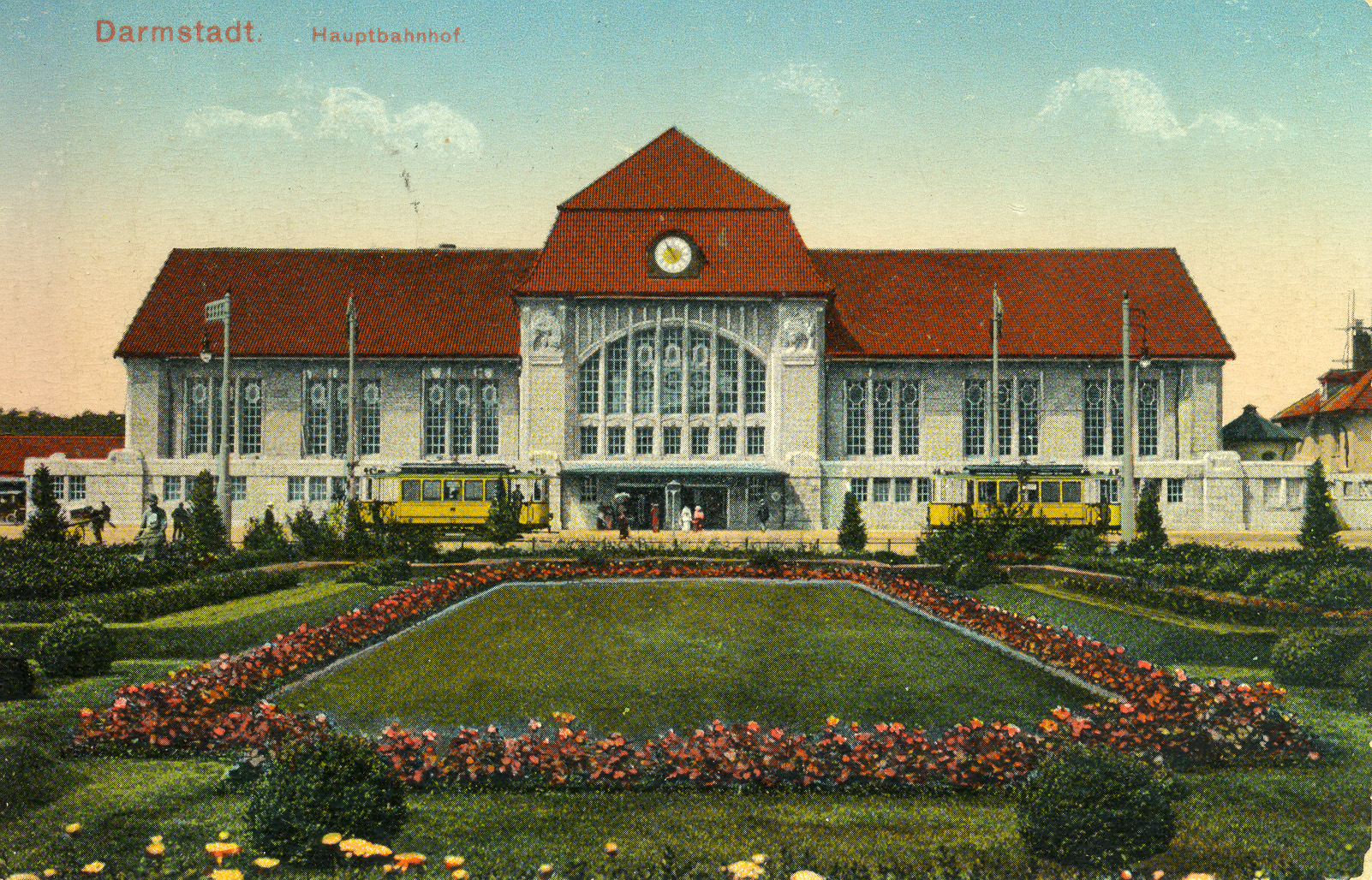
Der Darmstädter Hauptbahnhof im Jahr 1911

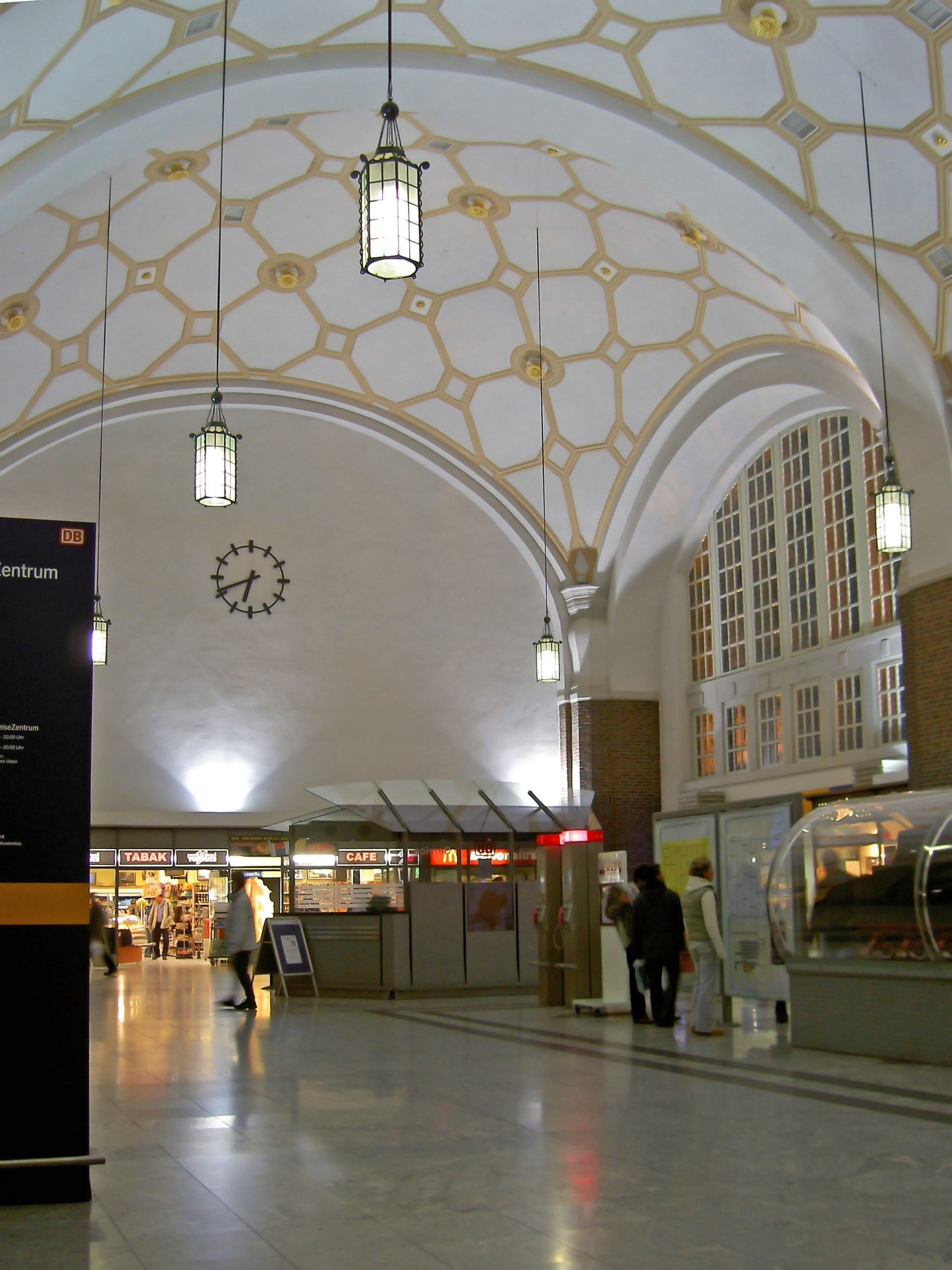
Innenansicht der Eingangshalle nach der letzten Renovierung

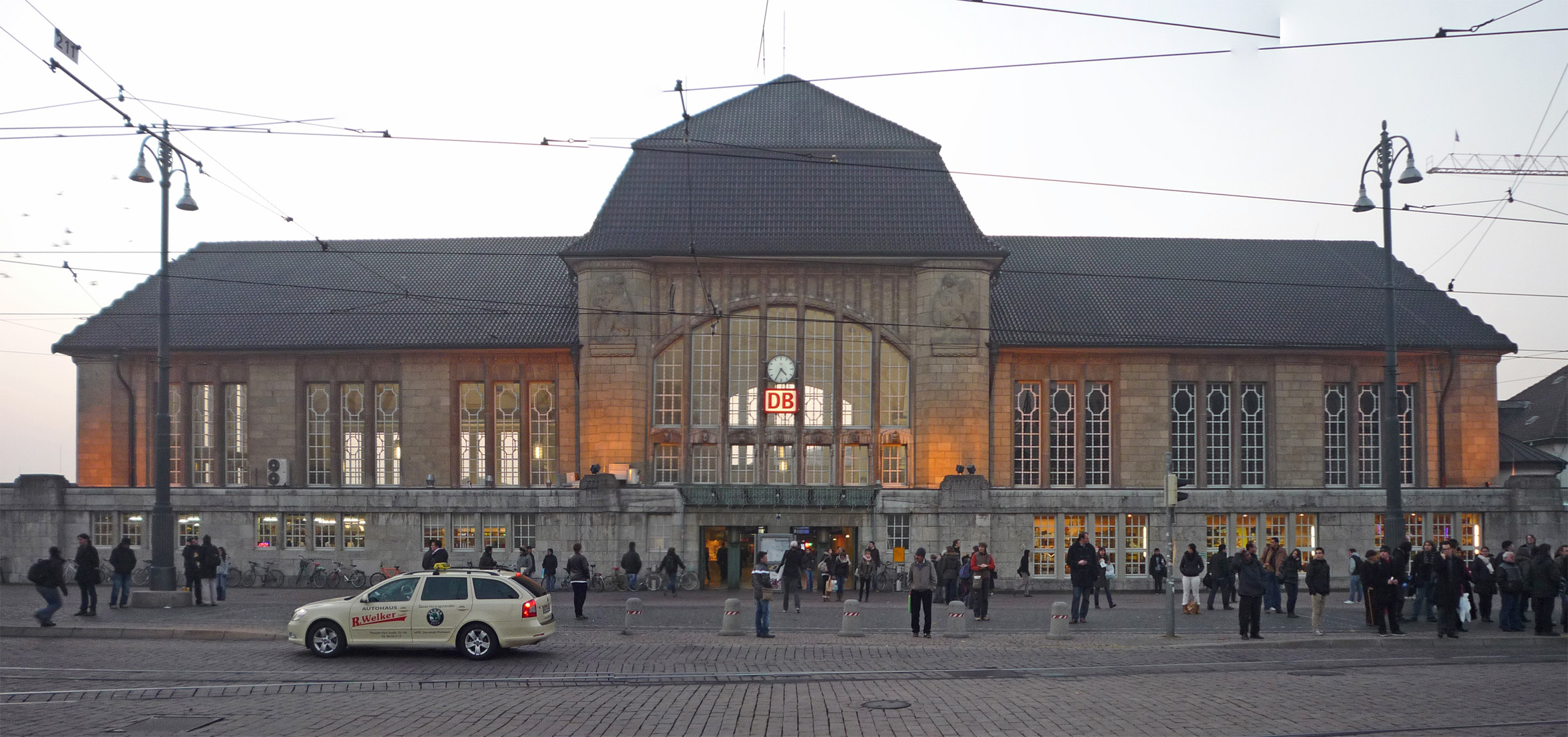
Der Darmstädter Hauptbahnhof im Jahr 2011

Der Bahnhof repräsentiert die traditionalistische Architektur Pützers, wie sie für Bahngebäude jener Zeit typisch war. Die Gestaltungselemente an der Fassade und im inneren Bereich erinnern an den damals modernen Jugendstil.
Das Empfangsgebäude wurde von 1998 bis 2002 aufwendig denkmalgerecht saniert. Die 94 Meter lange und 34 Meter breite Bahnsteigquerhalle und die fünf jeweils 19 Meter breiten und etwa 100 Meter langen Längshallen für zehn Bahnsteiggleise wurden von 2005 bis 2008 für circa 31 Millionen Euro vollständig erneuert. Dabei wurden Aufzüge eingebaut, die den Querbahnsteig in Hochlage zusätzlich zu den Treppen mit den Bahnsteigen darunter verbinden, wodurch der Bahnhof erstmals barrierefrei zugänglich wurde. In Verlängerung der hoch gelegenen Bahnsteigerschließung für die Reisenden entstand im Jahr 2000 ein von der Stadt Darmstadt finanziertes Einkaufszentrum, das auch den Zugang zu einem Parkhaus und dem westlich gelegenen Stadtteil ermöglicht, in dem sich unter anderem der Sitz der europäischen Weltraumorganisation ESOC befindet.
Am 24. Dezember 1925 löste sich im Gang zwischen der Schalterhalle und den Bahnsteigen die Rabitzdecke von der Deckenkonstruktion auf einer Fläche von etwa 120 m². Dabei wurden nach unterschiedlichen Angaben 12 bis 16 Reisende verletzt. Ursache war vermutlich eine schon 1912 vorgenommene statisch unsachgemäße Verankerung der Rabitzdecke.
Eine Besonderheit bildet der so genannte „Fürstenbahnhof“, der südlich an das Empfangsgebäude für den öffentlichen Verkehr angebaut ist. Er war mit den für diesen Zweck üblichen Warte- und Sanitärräumen ausgestattet, wies eine großzügig gestaltete Vorfahrt auf und hatte einen eigenen Zugang zum Gleis 1, dem Fürstenbahnsteig. Die wandfeste Ausstattung mit zahlreichen Jugendstilelementen ist weitgehend erhalten. Hier war vor der Renovierung des Empfangsgebäudes zuletzt die Bahnpolizei untergebracht. Aktuell dient der Fürstenbahnhof als Restaurant und ist so auch öffentlich zugänglich.
Das Empfangsgebäude mit seiner insgesamt 138 Meter breiten Fassade zur Stadt hin, dem westlich brückenartig erhöhten Kopfperron und der von oben zugänglichen Gleishalle, aus fünf Schiffen und Bahnsteigen bestehend, steht heute aufgrund des Hessischen Denkmalschutzgesetzes als Kulturdenkmal unter Denkmalschutz.

## Verkehrliche Bedeutung

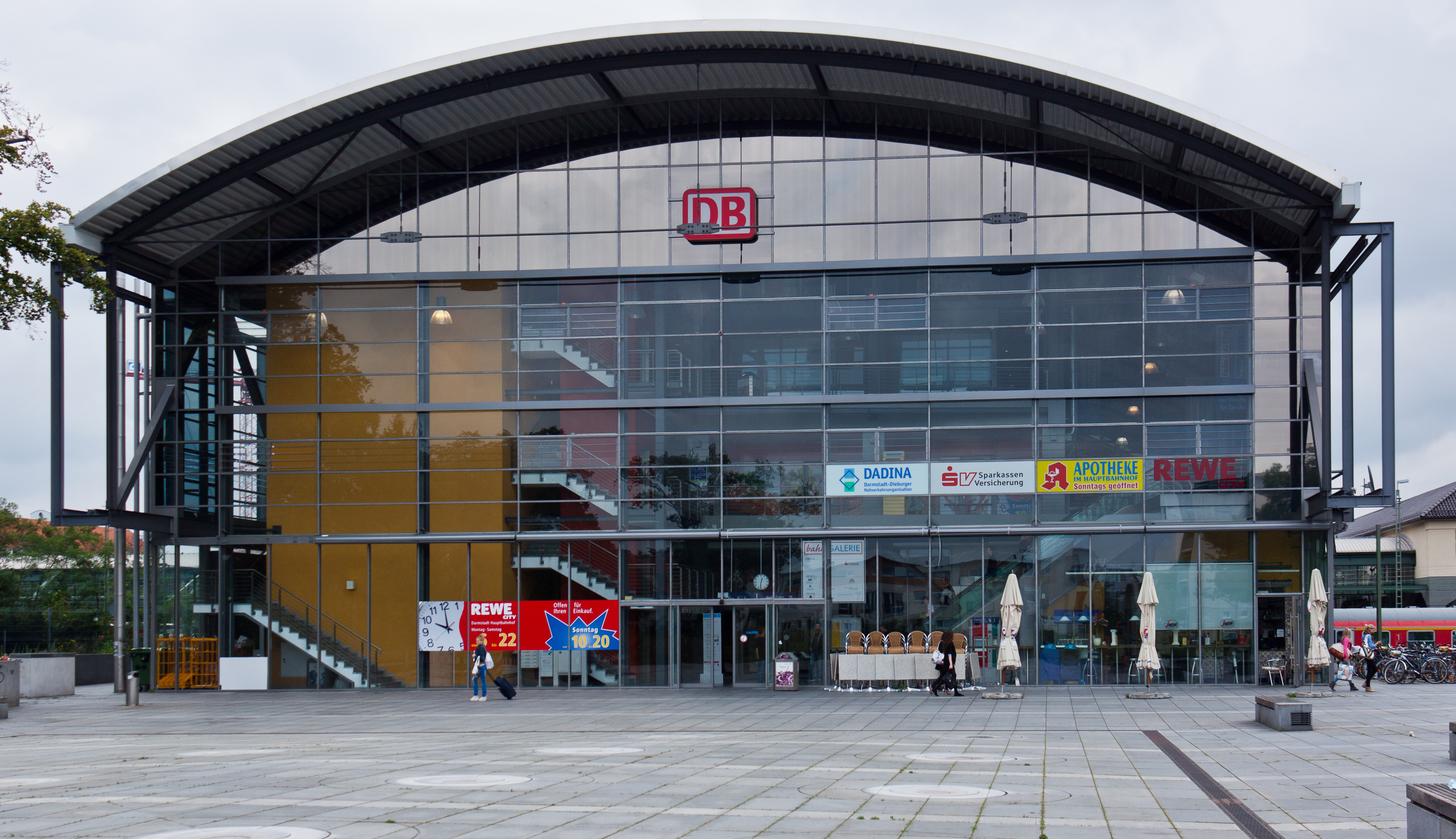
Außenansicht des westlich gelegenen Einkaufszentrums

Mit gut 40.000 Reisenden am Tag ist der Bahnhof, gemessen am Verkehrsaufkommen und abgesehen von einigen S-Bahn-Stationen in Frankfurt am Main, der nach dem Frankfurter Hauptbahnhof zweitgrößte Bahnhof in Hessen zusammen mit Wiesbaden Hauptbahnhof. Täglich verkehren hier ungefähr 220 Züge.

### Fernverkehr
Der Bahnhof ist in das Netz des Schienenpersonenfernverkehrs der Deutschen Bahn AG eingebunden, auch wenn die Mehrzahl der in Nord-Süd-Richtung verkehrenden Fernverkehrszüge über die Bahnstrecke Mannheim–Frankfurt am Main fährt. Mehrere Intercity- und Intercity-Express-Linien verbinden die Stadt direkt mit Stralsund (über Hannover und Hamburg), Karlsruhe und Salzburg (über Stuttgart und München). Darüber hinaus gibt es einzelne Direktverbindungen, etwa nach Berlin, Dresden, Paderborn, Zürich, Klagenfurt, Linz und Graz sowie nach Ljubljana und Zagreb. Ein Railjet-Zugpaar verbindet zudem Darmstadt täglich mit Wien über Lindau-Reutin und Innsbruck.
| Linie    | Strecke | Taktfrequenz    |
| -------- | --- | --------------- |
| ICE 4    | Hamburg-Altona – Hamburg – Hannover – Frankfurt – Darmstadt | ein Zug (Mo–Fr) |
| ICE 15   | (Hamburg-Altona – Hamburg –) Berlin – Halle – Erfurt – Frankfurt – Darmstadt (– Heidelberg – Stuttgart) / (– Mannheim – Kaiserslautern – Saarbrücken)                               | einzelne Züge   |
| ICE 26   | Stralsund – Hamburg – Hannover – Kassel-Wilhelmshöhe – Gießen – Frankfurt – Darmstadt – Heidelberg – Karlsruhe                                                                      | Zweistundentakt |
| ICE 41   | Darmstadt – Frankfurt – Frankfurt Flughafen – Köln Messe/Deutz – Düsseldorf – Duisburg – Essen – Dortmund – Paderborn – Kassel-Wilhelmshöhe – Fulda – Würzburg – Nürnberg – München | ein Zug (Mo–Fr) |
| RJ 890   | Frankfurt – Darmstadt – Stuttgart – Lindau-Reutin – Innsbruck – Salzburg – Wien | ein Zug         |
| EC/IC 62 | Frankfurt – Darmstadt – Stuttgart – München – Salzburg – Graz / Klagenfurt | vier Zugpaare   |
| EC 213   | Frankfurt – Darmstadt – Stuttgart – München – Salzburg – Villach – Ljubljana – Zagreb                                                                                               | ein Zug         |
| FLX 10   | Stuttgart Hbf – Heidelberg – (Weinheim (Bergstraße)) – Darmstadt – Frankfurt(M)Süd – (Fulda – Eisenach – Gotha) – Erfurt – Halle (Saale) – Berlin Südkreuz – Berlin Hbf (tief)      | 1–2 Zugpaare    |

### Regionalverkehr

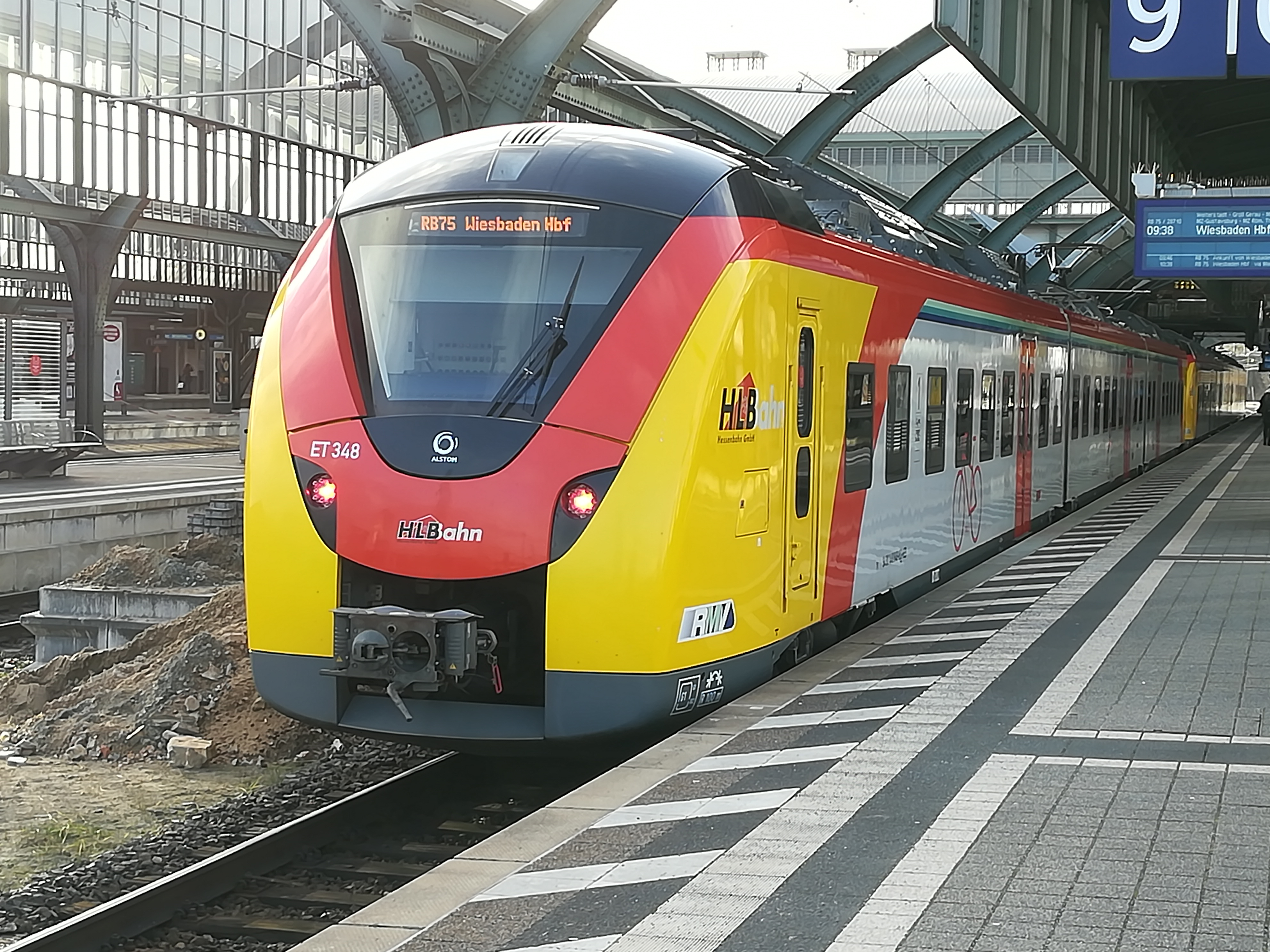
RB 75 nach Wiesbaden im Darmstädter Hauptbahnhof

Im Schienenpersonennahverkehr ist der Darmstädter Hauptbahnhof seit 1997 an die S-Bahn Rhein-Main angeschlossen. Bis 14. Dezember 2024 wurde er von den Linie S3 und S4 angefahren, wobei die Linie S4 Darmstadt nur mit einzelnen Zügen im Nachtverkehr bediente. Am 15. Dezember 2024 tauschten die S3/S4 ihren südlichen Abschnitt mit der Linie S6, sodass diese nun Darmstadt bedient, während die S3/S4 in Frankfurt Süd enden. Weitere Regionalverbindungen bestehen nach Frankfurt am Main (über Langen), Wiesbaden (über Groß-Gerau und Mainz), Aschaffenburg (über Dieburg und Babenhausen), Mannheim bzw. Heidelberg (über Bensheim und Weinheim) sowie Erbach (Odenwald) bzw. Eberbach (über Groß-Umstadt Wiebelsbach). Die Zugverbindungen nach Riedstadt-Goddelau (über Griesheim) und Groß-Zimmern (über Roßdorf) sind dagegen schon seit langem eingestellt. Die Pfungstadtbahn wurde zum Fahrplanwechsel 2011/2012 am 11. Dezember 2011 reaktiviert. Dabei wurde die Odenwaldbahn über den Darmstädter Hauptbahnhof hinaus als RB 66 nach Pfungstadt verlängert. Mit dem Fahrplanwechsel 2018/2019 am 9. Dezember 2018 wurde der Halbstundentakt im Regionalverkehr zwischen Frankfurt und Darmstadt auf alle Wochentage ausgedehnt.
| Linie | Verlauf | Takt | Betreiber      |
| ----- | --- | --- | -------------- |
| RE 60 | Main-Neckar-Bahn: Frankfurt (Main) Hbf – Langen (Hess) – Darmstadt Hbf – Bickenbach (Bergstr) – Zwingenberg (Bergstr) – Bensheim – Heppenheim (Bergstr) – Hemsbach – Weinheim Hbf – Ladenburg – Neu-Edingen/Friedrichsfeld – Mannheim Hbf Stand: Fahrplanwechsel Dezember 2021 | 60/120 min | DB Regio Mitte |
| RB 66 | Pfungstadtbahn: Darmstadt Hbf – Darmstadt Süd – Darmstadt-Eberstadt – Pfungstadt Stand: Fahrplanwechsel Dezember 2021 | 60 min | VIAS           |
| RB 67 | Main-Neckar-Bahn: Frankfurt (Main) Hbf – Langen (Hess) – Darmstadt Hbf – Darmstadt Süd – Darmstadt-Eberstadt – Bickenbach (Bergstr) – Hähnlein-Alsbach – Zwingenberg (Bergstr) – Bensheim-Auerbach – Bensheim – Heppenheim (Bergstr) – Laudenbach (Bergstr) – Hemsbach – Weinheim (Bergstr) Hbf – Weinheim-Lützelsachsen – Heddesheim/Hirschberg – Ladenburg – Neu-Edingen/Friedrichsfeld – (Mannheim-Seckenheim – Mannheim ARENA/Maimarkt – Mannheim Hbf) (einzelne Züge in Tagesrandlage) / Schwetzingen (– Hockenheim) (HVZ) Flügelung in Neu-Edingen/Friedrichsfeld. Zugteil nach Heidelberg als RB 68. Stand: Fahrplanwechsel Dezember 2021                                    | 60 min | DB Regio Mitte |
| RB 68 | Main-Neckar-Bahn: Frankfurt (Main) Hbf – Langen (Hess) – Darmstadt Hbf – Darmstadt Süd – Darmstadt-Eberstadt – Bickenbach (Bergstr) – Hähnlein-Alsbach – Zwingenberg (Bergstr) – Bensheim-Auerbach – Bensheim – Heppenheim (Bergstr) – Laudenbach (Bergstr) – Hemsbach – Weinheim (Bergstr) Hbf – Weinheim-Lützelsachsen – Heddesheim/Hirschberg – Ladenburg – Neu-Edingen/Friedrichsfeld – Heidelberg-Pfaffengrund/Wieblingen – Heidelberg Hbf (– Heidelberg-Kirchheim/Rohrbach – St Ilgen-Sandhausen – Wiesloch-Walldorf) (wochentags) Flügelung in Neu-Edingen/Friedrichsfeld. Zugteil nach Schwetzingen/Mannheim als RB 67. Stand: Fahrplanwechsel Dezember 2021                | 60 min | DB Regio Mitte |
| RB 75 | Rhein-Main-Bahn: Wiesbaden Hbf – Mainz Hbf – Mainz Römisches Theater – (Mainz-Gustavsburg –) (stündlich) Mainz-Bischofsheim – Nauheim (b Groß Gerau) – Groß Gerau – Klein-Gerau – Weiterstadt – Darmstadt Hbf – Darmstadt Nord – Darmstadt-Kranichstein – Messel – Dieburg – Altheim (Hess) – Hergershausen – Babenhausen (Hess) – Stockstadt (Main) – Mainaschaff – Aschaffenburg Hbf Stand: Fahrplanwechsel Dezember 2021 | 25/35 min (wochentags) 25/35 min (Wiesb.–Darmstadt sa) 60 min (Darmstadt–Aschaffenb. sa) 60 min (so/feiertags) | HLB Hessenbahn |
| RE 80 | Odenwaldbahn: Darmstadt Hbf – Darmstadt Nord – Darmstadt Ost – Ober-Ramstadt – Reinheim (Odenw) – Groß-Umstadt Wiebelsbach – Höchst (Odenw) – Bad König – Michelstadt – Erbach (Odenw) Stand: Fahrplanwechsel Dezember 2021 | 60/120 min (wochentags)                                                                                        | VIAS           |
| RB 81 | Odenwaldbahn: Darmstadt Hbf – Darmstadt Nord – Darmstadt Ost – Darmstadt Lichtwiese – Mühltal – Ober-Ramstadt – Reinheim (Odenw) – Otzberg-Lengfeld – Groß-Umstadt Wiebelsbach – Höchst Hetschbach – Höchst (Odenw) – Höchst Mümling-Grumbach – Bad König – Bad König Zell – Michelstadt – Erbach (Odenw) Nord – Erbach (Odenw) – Beerfelden-Hetzbach – Hesseneck-Schöllenbach – Hesseneck-Kailbach – Eberbach Stand: Fahrplanwechsel Juni 2022 | einzelne Züge                                                                                                  | VIAS           |
| S6    | Groß Karben – Dortelweil – Bad Vilbel – Bad Vilbel Süd – Frankfurt-Berkersheim – Frankfurt-Frankfurter Berg – Frankfurt-Eschersheim – Frankfurt-Ginnheim – Frankfurt (Main) West – Frankfurt am Main Messe – Frankfurt (Main) Galluswarte – Frankfurt (Main) Hbf tief – Frankfurt (Main) Taunusanlage – Frankfurt (Main) Hauptwache – Frankfurt (Main) Konstablerwache – Frankfurt (Main) Ostendstraße – Frankfurt (Main) Lokalbahnhof – Frankfurt (Main) Süd – Frankfurt (Main) Stresemannallee – Frankfurt-Louisa – Neu-Isenburg – Dreieich-Buchschlag – Langen Flugsicherung – Langen (Hess) – Egelsbach – Erzhausen – Darmstadt-Wixhausen – Darmstadt-Arheilgen – Darmstadt Hbf | 30 min | DB Regio Mitte |

### Öffentlicher Personennahverkehr
Im öffentlichen Personennahverkehr ist der Hauptbahnhof mit Straßenbahnen und Bussen der HEAG mobilo an das städtische Nahverkehrsnetz und die Regionalbuslinien angebunden. Direkte Busverbindungen bestehen auch zu den Flughafen Frankfurt
| Linie | Verlauf                                                                    | Takt                              |
| ----- | -------------------------------------------------------------------------- | --------------------------------- |
| 1     | Darmstadt – Rhein-/Neckarstraße – Landskronstraße – Eberstadt Frankenstein | 30 min (Mo–Fr)                    |
| 2     | Darmstadt – Luisenplatz – TU Lichtwiese/Campus                             | 10 min (in der HVZ an Schultagen) |
| 3     | Darmstadt – Luisenplatz – Lichtenbergschule                                | 15 min                            |
| 5     | Darmstadt – Luisenplatz – Rhönring – Kranichstein Bahnhof                  | 7,5 min / 15 min                  |

## Trivia
Auf den Gleisanlagen des Hauptbahnhofes gibt es ein Vorkommen der Mauereidechse, das auf Aussetzung zurückgeht.